# Šafrán 78
Šafrán 78 je české exilové hudební vydavatelství, které ve švédské Uppsale provozoval v letech 1979–1985 Jiří Pallas, organizátor koncertů písničkářského sdružení Šafrán. Celkem na této značce vyšlo 23/24 titulů [zničené LP/J.Voskovec], většinou právě od zakázaných českých písničkářů.

## Seznam gramofonových desek
- Jaroslav Hutka – Pravděpodobné vzdálenosti (1979) SAF 781
- Vlastimil Třešňák – Zeměměřič (1979) SAF 782
- Svatopluk Karásek – Say No to the Devil (spolu s Boží Mlýn Productions / Canada 1979) SAF 783
- Václav Havel – Audience (1979) SAF 784
- Jaroslav Seifert – Všechny krásy světa (1979) SAF 785
- Jaroslav Hutka – Minulost mává nám (1979) SAF 786
- Karel Kryl – Karavana mraků (1979) SAF 787
- Słowo (1979) SAF 788
- Karel Kryl – Bratříčku, zavírej vrátka! (1980, reedice koncertní verze alba, 1971 Caston) SAF 789
- Karel Kryl – Rakovina (1980, reedice, 1969 Primaphon, 1969 Caston) SAF 7810
- Karel Kryl – Maškary (1980, reedice, 1970 Caston) SAF 7811
- Dáša Vokatá – Láska (1985) SAF 7813
- Berani – Berani (1985) SAF 7814
- Vladimír Veit – Quo vadis (1984) SAF 7815
- Vladimír Veit – Texty (1982) SAF 7816
- Fyra slovakiska sånger / Sången om Moldau (1980) SAF 7817
- Charlie Soukup – Radio (spolu s Boží Mlýn Productions / Canada 1981) SAF 7818
- Postulat 22 (1980) SAF 7819
- Jacek Kaczmarski – Strącanie aniołów (1982) SAF 7820
- DG 307 – Gift to The Shadows (spolu s Boží Mlýn Productions / Canada 1982) SAF 7821
- Vlastimil Třešňák – Koh-i-noor (1983) SAF 7822
- Karel Kryl – Plaváček (1983) SAF 7823
- Marta Kubišová, Jaroslav Hutka, Vladimír Veit, Karel Soukup, Svatopluk Karásek, Vlasta Třešňák – Zakázaní zpěváci druhé kultury (1982) SAF-K-1

V roce 1984 vyšla Krylova alba v reedicích také na kazetách, na každé straně kazety jedno album (Bratříčku, zavírej vrátka! / Rakovina; Plaváček / Karavana mraků).

Album Lämna Vårt Land I Fred (Zakázaní Zpěváci Druhé Kultury = Förbjudna Sånger Från Tjeckoslovakien) bylo poprvé vydáno (1978) vydavatelstvím Oktober, ještě před založením značky Šafrán 78, vzniklo péčí švédských maoistů ve spolupráci s Jiřím Pallasem.